# Rainer Türk

Rainer Türk
(14. Juli 2012)

Rainer Türk (* 7. November 1934 in Montabaur; † 12. September 2020 in Erbach (Odenwald)) war Autor zahlreicher Wanderbücher und Publikationen sowie Initiator einer einheitlichen Wegemarkierung der kommunalen Rundwanderwege im gesamten Odenwald.

## Werdegang
Nach dem Abitur studierte Türk Romanistik und Leibeserziehung in Freiburg im Breisgau und Marburg. Seit dem Jahr 1967 war er bis zu seiner Pensionierung als Lehrer am Überwald-Gymnasium in Wald-Michelbach tätig. Er engagierte sich in seiner Freizeit als Übungsleiter bei mehreren Sportvereinen.
Seit 1978 ist er Vorsitzender der Ortsgruppe Affolterbach im Odenwaldklub e.V. und seit 1984 Bezirkswegewart (früher Gauwegewart). Ab dem Jahre 1998 setzte sich Türk für eine einheitliche Wegemarkierung im gesamten Odenwald ein. Als Hauptwegewart der Naturparke Bergstraße-Odenwald und Neckartal-Odenwald ist er bis heute hierfür verantwortlich und maßgeblich an der Umsetzung und Veröffentlichung an einer Serie von topografischen Freizeitkarten im Maßstab 1:20000, herausgegeben vom Hessischen Landesvermessungsamt, beteiligt. Von 2010 bis etwa 2016 betreute er jedoch nur noch den badischen Teil, der hessische Bereich wird seitdem von Helmut Zander bearbeitet.
Rainer Türk ist zudem Autor zahlreicher Wanderbücher. Ende 2008 wurde Türk  mit dem Bundesverdienstkreuz am Bande ausgezeichnet.

## Schriften
- Wanderungen im Überwald. Brunnengräber, Lorsch 2002, ISBN 3-9808202-0-3
- Der Odenwald zwischen Himmel und Erde. (zus. mit Dieter Keller), Verlag Regionalkultur, Ubstadt-Weiher 2003, ISBN 3-89735-187-0
- Wanderungen im Beerfelder Land. Brunnengräber, Lorsch 2003, ISBN 3-9808202-1-1
- Der Nibelungensteig kulinarisch. Brunnengräber, Lorsch 2003, ISBN 978-3-9811444-8-2
- Wanderungen im Mittleren Odenwald. Brunnengräber, Lorsch 2005, ISBN 3-9808202-4-6
- Wanderungen zu den schönsten Burgen und Schlössern im Odenwald. Teil 1: Hessische Bergstraße und Odenwald. Brunnengräber, Lorsch 2006, ISBN 978-3-980820257
- Wanderungen zu den schönsten Burgen und Schlössern im Odenwald. Teil 2: Badische Bergstraße, Neckartal und fränkischer Odenwald. Brunnengräber, Lorsch 2007, ISBN 978-3-9811444-0-6
- Wanderungen am Limes. Brunnengräber, Lorsch 2008, ISBN 978-3-9811444-1-3
- Auf dem Alemannenweg.Brunnengräber, Lorsch 2009, ISBN 978-3-9811444-3-7
- Auf dem Nibelungensteig. Ein Odenwälder Wandererlebnis – von Zwingenberg an der Bergstraße bis Freudenberg am Main. 3. Auflage. Brunnengräber, Lorsch 2011, ISBN 978-3-9811444-4-4
- Wanderungen im Vorderen Odenwald. Ausgesuchte Wanderungen an der Bergstraße zwischen Darmstadt und Heppenheim und im Vorderen Odenwald. 3. Auflage. Brunnengräber, Lorsch 2011, ISBN 978-3-9811444-6-8
- Wanderungen zwischen Bergstraße und Neckar. 21 ausgesuchte Wanderungen im Naturpark Neckartal-Odenwald sowie im Geo-Naturpark Bergstraße-Odenwald. 2., erweiterte Neuauflage. Brunnengräber, Lorsch 2012, ISBN 978-3-9811444-9-9
- Wanderungen im Kleinen Odenwald und im Kraichgau. Ausgesuchte Wanderungen im Naturpark Neckartal-Odenwald. Brunnengräber, Lorsch 2014, ISBN 978-3-9815299-4-4